# アンソー1世・ド・ガルランド
アンソー1世・ド・ガルランド（Anseau Ier de Garlande, 1069年 - 1118年）は、ギヨーム1世・ド・ガルランドとアヴォワーズの息子。ロシュフォール＝アン＝イヴリーヌ伯、グルネー＝シュル＝マルヌ領主、ポントー領主、ベルシェール領主。アンソー1世は、1108年から1118年までルイ6世のもとでフランスのセネシャルを務めた。アンソーがいつ伯爵になったかは不明であるが、1108年に義兄ギー2世・ド・モンレリが死去した後に爵位を引き継いだ可能性が高い。

## 生涯
アンジュー伯フルク5世は、アンソーがセネシャルに任命されたことに異議を唱えた。フルク5世はその地位を自分の一族のものであると考えていたためである。この問題は、アモーリー3世・ド・モンフォール（将来の娘婿）、ジョフロワ・ド・ヴァンドーム、ラウル・ド・ボワジャンシーの介入により解決された。
伝わるところによると、1115年、アンソーと姪のヨランドが馬に乗ってロワシー・アン・ブリーの森を横切っているときにイノシシに襲われた。彼らは道化師と農民に助けられ、その勇敢さに対して森の中の土地を与えられた。
アンソーは、1118年にボースのピュイゼ城の3度目の包囲中に、大甥のル・ピュイゼ領主ユーグ3世の槍により殺された。

## 結婚と子女
アンソーは最初、ギシャール3世・ド・ボジューとリュシエンヌ・ド・ロシュフォールの娘（名前は不明）と結婚した。2度目にギー1世・ド・モンレリとオディエルヌ・ド・ゴメッツの娘ベアトリス・ド・モンレリと結婚し、1女をもうけた。
- アニェス（1122年 - 1143年） - 1120年にアモーリー3世・ド・モンフォールと結婚、1140年にドルー伯ロベール1世と再婚。